# Plumularia defecta
Plumularia defecta är en nässeldjursart som beskrevs av John Fraser 1938. Plumularia defecta ingår i släktet Plumularia och familjen Plumulariidae. Inga underarter finns listade i Catalogue of Life.